# Lutz & Hardy
Lutz & Hardy ist eine Fernseh-Krimiserie des ZDF, die im Jahr 1994 produziert wurde.

## Handlung
Der pensionierte Kriminalhauptkommissar Robert Lutz erfährt, dass seine Nichte Nora Sommer ausgerechnet in dem Polizeirevier anfängt, in dem er viele Jahre seine Fälle löste. Er ergreift diese Gelegenheit, um aus seinem langweiligen Rentnerdasein zu entfliehen und unterstützt in der Folge die Nichte bei ihrer kriminalistischen Tätigkeit. Wertvolle Hilfe erhält er dabei von seinem Ganovenfreund Hardy von Bellen aus dem Hamburger Rotlicht-Milieu. Lutz und Hardy wenden nicht immer konventionelle Methoden an und schlüpfen in die verschiedensten Rollen, wenn es der Lösung des Falles dienlich ist. Manchmal kümmern sie sich auch um Dinge, die sie nichts angehen und bringen Nora damit in Schwierigkeiten.

## Episoden
| Folge | Titel                                | Erstausstrahlung  |
| ----- | ------------------------------------ | ----------------- |
| 1     | Zwei Schlitzohren auf Gangsterjagd * | 5. Oktober 1994   |
| 2     | Schräge Vögel pfeifen besser         | 6. Oktober 1994   |
| 3     | Das Fenster zur Straße               | 13. Oktober 1994  |
| 4     | Adel vernichtet                      | 20. Oktober 1994  |
| 5     | Ein Auto verschwindet                | 27. Oktober 1994  |
| 6     | Sechs Stunden bis ins Jenseits       | 3. November 1994  |
| 7     | Kleider machen Gauner                | 10. November 1994 |
| 8     | Hardy, der Held                      | 17. November 1994 |
| 9     | Das Sandmännchen-Experiment          | 24. November 1994 |
| 10    | Die Wahrheit                         | 1. Dezember 1994  |
| 11    | Indianermord                         | 8. Dezember 1994  |
| 12    | Immer wieder Sonnenschein            | 15. Dezember 1994 |
| 13    | Nur ein kleiner Biss                 | 22. Dezember 1994 |
| 14    | Cäsar                                | 29. Dezember 1994 |
| 15    | Gott der Diebe                       | 5. Januar 1995    |
| 16    | Zweiter Frühling                     | 12. Januar 1995   |
| 17    | Kassensturz                          | 19. Januar 1995   |